# Apodemus semotus
Apodemus semotus és una espècie de mamífer rosegador de la família dels múrids. Es troba només a Taiwan.
Aquesta espècie es troba principalment a la regió montana entre 1.400 i 3.000 msnm. Viuen en diversos tipus d'hàbitat, com en boscos naturals o plantats, prades, granges i càmpings. Són omnívors, i mengen plantes, insectes i fongs.
Basant-se en mesuraments morfològics, s'ha suggerit que A. semotus no és diferent d'Apodemus draco, i no s'hauria de considerar una espècie separada.
Presenta dimorfisme sexual, amb els mascles sent més grossos que les femelles (mascles: 25,6 ± 0,5 g; femelles: 23,8 ± 0,5 g). Segons dades obtingudes a través de marcar, capturar i recapturar exemplars, la seva longevitat podria ser de menys d'un any.